# Aeroportul Municipal Oceanside
Aeroportul Municipal Oceanside (IATA: OCN, ICAO: KOKB, FAA LID: OKB) este un aeroport din California, Statele Unite ale Americii.
Situat la o altitudine de 9 m, aeroportul dispune de 1 pistă.

## Infrastructură

### Piste
Aeroportul dispune de o singură pistă. Pista 06/24 are suprafața de asfalt și dimensiunile 2.712 picioare × 75 picioare. 